# 시그널리스
《시그널리스》(Signalis, 표기상 SIGNALIS)는 로즈엔진이 개발하고 험블 번들과 플레이즘이 배급한 서바이벌 호러 슈팅 게임이다. 윈도우, 엑스박스 원, 플레이스테이션 4 및 닌텐도 스위치 플랫폼으로 2022년 10월 27일 전세계에 출시됐다.
우주여행을 비롯한 첨단기술이 발달한 먼 미래가 배경으로, 기술관 레플리카 엘스터가 혹성에 추락한 우주선에서 깨어나 실종된 동료를 찾으며 탐험하는 이야기를 그렸다. 3인칭 슈팅 게임 요소와 위에서 내려보는 축측투영 시점이 결합한 것이 특징으로, 제한된 장비만으로 게임 내 스테이지를 통과해야 한다.

## 개발
《시그널리스》는 2인으로 구성된 독일의 게임 개발사 로즈엔진(rose-engine)이 제작했으며 2014년에 개발이 시작됐다.

## 반응
《시그널리스》는 리뷰 애그리게이터 웹사이트 메타크리틱에서 출시 전 플랫폼이 "대체적으로 긍정적인 평가"를 기록했다.